# Sphinx spiraeae
Sphinx spiraeae är en fjärilsart som beskrevs av Eugen Johann Christoph Esper 1806. Sphinx spiraeae ingår i släktet Sphinx och familjen svärmare. Inga underarter finns listade i Catalogue of Life.